# Adetus trinidadensis
Adetus trinidadensis es una especie de escarabajo del género Adetus, familia Cerambycidae. Fue descrita científicamente por Breuning en 1955.
Habita en Trinidad y Tobago. Los machos y las hembras miden aproximadamente 4,5-6,5 mm. El período de vuelo de esta especie ocurre en el mes de diciembre.